# De Slimste Mens ter Wereld voorjaar 2004
De Slimste Mens ter Wereld voorjaar 2004 was het tweede seizoen van de Belgische televisiequiz De Slimste Mens ter Wereld, uitgezonden op de Vlaamse openbare televisieomroep TV1. Het was het eerste seizoen dat gepresenteerd werd door Erik Van Looy nadat Bruno Wyndaele was opgestapt bij Woestijnvis. Marc Reynebeau nam opnieuw plaats in het jurygestoelte. Het seizoen werd gewonnen door Stany Crets.

## Kandidaten

### Alle deelnemers
| Naam                 | Deelnames | Gewonnen |
| -------------------- | --------- | -------- |
| Sabine Appelmans     | 1         | ?        |
| Jean Blaute          | 4         | ?        |
| Mark Coenen          | 4         | ?        |
| Stany Crets          | 5         | 4        |
| Axel Daeseleire      | 5         | ?        |
| Nadia Dala           | 1         | 0        |
| Jean-Marie Dedecker  | 4         | ?        |
| Leen Demaré          | 5         | ?        |
| Yves Desmet          | 6         | ?        |
| Ivan De Vadder       | 7         | ?        |
| Geert De Vlieger     | 1         | 0        |
| Luc De Vos           | 3         | ?        |
| Frank Focketyn       | 1         | 0        |
| Evi Hanssen          | 1         | 0        |
| Kristien Hemmerechts | 1         | 0        |
| Friedl' Lesage       | 1         | 0        |
| Hans Otten           | 2         | ?        |
| Patrick Riguelle     | 4         | ?        |
| Mimi Smith           | 2         | ?        |
| Sven Speybrouck      | 3         | ?        |
| Dirk Sterckx         | 2         | ?        |
| Annemie Struyf       | 2         | ?        |
| Adriaan Van den Hoof | 2         | ?        |
| Siel Van der Donckt  | 1         | 0        |
| Bea Van der Maat     | 1         | 0        |
| William Van Laeken   | 4         | ?        |
| Rob Vanoudenhoven    | 6         | ?        |
| Johny Vansevenant    | 2         | ?        |
| Marcel Vanthilt      | 2         | ?        |
| Frieda Van Wijck     | 1         | 0        |

| Kleurlegenda                    |
| ------------------------------- |
| Geplaatst voor de finaleweek.   |
| Speelt verder in de finaleweek. |

### Finaleweek
| Terugkeer   | Naam              | Deelnames | Gewonnen | Eindrank |
| ----------- | ----------------- | --------- | -------- | -------- |
| 4           | Ivan De Vadder    | 1         | 0        | Brons    |
| 3           | Yves Desmet       | 2         | ?        | Zilver   |
| 2           | Rob Vanoudenhoven | 2         | ?        | 4e       |
| 1           | Stany Crets       | 4         | ?        | Goud     |
| Speelt door | Sven Speybrouck   | 1         | 0        | 6e       |
| Speelt door | Sabine Appelmans  | 2         | ?        | 5e       |

## Afleveringen
Opgelet: enkel de afvaller van elke aflevering is bekend. De dagwinnaar en de winnaar van het eindspel zijn niet gekend. 
| Afl        | Datum         | Dagwinnaar of tweede | Dagwinnaar of tweede | Verliezer eindspel   |
| ---------- | ------------- | -------------------- | -------------------- | -------------------- |
| 1          | 12 april 2004 | Stany Crets          | Dirk Sterckx         | Nadia Dala           |
| 2          | 13 april 2004 | Stany Crets          | Johny Vansevenant    | Dirk Sterckx         |
| 3          | 14 april 2004 | Stany Crets          | Patrick Riguelle     | Johny Van Sevenant   |
| 4          | 15 april 2004 | Stany Crets          | Patrick Riguelle     | Kristien Hemmerechts |
| 5          | 19 april 2004 | Yves Desmet          | Patrick Riguelle     | Stany Crets          |
| 6          | 20 april 2004 | Mimi Smith           | Yves Desmet          | Patrick Riguelle     |
| 7          | 21 april 2004 | Yves Desmet          | Marcel Vanthilt      | Mimi Smith           |
| 8          | 22 april 2004 | Jean-Marie Dedecker  | Yves Desmet          | Marcel Vanthilt      |
| 9          | 26 april 2004 | Jean-Marie Dedecker  | Yves Desmet          | Frieda Van Wijck     |
| 10         | 27 april 2004 | Mark Coenen          | Jean-Marie Dedecker  | Yves Desmet          |
| 11         | 28 april 2004 | Jean Blaute          | Mark Coenen          | Jean-Marie Dedecker  |
| 12         | 29 april 2004 | Jean Blaute          | Mark Coenen          | Bea Van Der Maat     |
| 13         | 3 mei 2004    | Luc De Vos           | Jean Blaute          | Mark Coenen          |
| 14         | 4 mei 2004    | Ivan De Vadder       | Luc De Vos           | Jean Blaute          |
| 15         | 5 mei 2004    | Leen Demaré          | Ivan De Vadder       | Luc De Vos           |
| 16         | 6 mei 2004    | Leen Demaré          | Ivan De Vadder       | Geert De Vlieger     |
| 17         | 10 mei 2004   | Leen Demaré          | Ivan De Vadder       | Frank Focketyn       |
| 18         | 11 mei 2004   | Leen Demaré          | Ivan De Vadder       | Siel Van der Donckt  |
| 19         | 12 mei 2004   | Axel Daeseleire      | Ivan De Vadder       | Leen Demaré          |
| 20         | 13 mei 2004   | Axel Daeseleire      | Annemie Struyf       | Ivan De Vadder       |
| 21         | 17 mei 2004   | Rob Vanoudenhoven    | Axel Daeseleire      | Annemie Struyf       |
| 22         | 18 mei 2004   | Rob Vanoudenhoven    | Axel Daeseleire      | Friedl' Lesage       |
| 23         | 19 mei 2004   | Hans Otten           | Rob Vanoudenhoven    | Axel Daeseleire      |
| 24         | 20 mei 2004   | William Van Laeken   | Rob Vanoudenhoven    | Hans Otten           |
| 25         | 24 mei 2004   | William Van Laeken   | Rob Vanoudenhoven    | Evi Hanssen          |
| 26         | 25 mei 2004   | Sven Speybrouck      | William Van Laeken   | Rob Vanoudenhoven    |
| 27         | 26 mei 2004   | Adriaan Van den Hoof | Sven Speybrouck      | William Van Laeken   |
| 28         | 27 mei 2004   | Sabine Appelmans     | Sven Speybrouck      | Adriaan Van den Hoof |
| Finaleweek |               |                      |                      |                      |
| 29         | 31 mei 2004   | Stany Crets          | Sabine Appelmans     | Sven Speybrouck      |
| 30         | 1 juni 2004   | Rob Vanoudenhoven    | Stany Crets          | Sabine Appelmans     |
| 31         | 2 juni 2004   | Yves Desmet          | Stany Crets          | Rob Vanoudenhoven    |
| Finale     | Finale        | Slimste Mens         | Verliezer eindspel   | Verliezer aflevering |
| 32         | 3 juni 2004   | Stany Crets          | Yves Desmet          | Ivan De Vadder       |

## Bijzonderheden
- Dit nieuwe seizoen vond een half jaar na het eerste seizoen plaats.